# Earl of Northesk

Wappen der Earls of Northesk

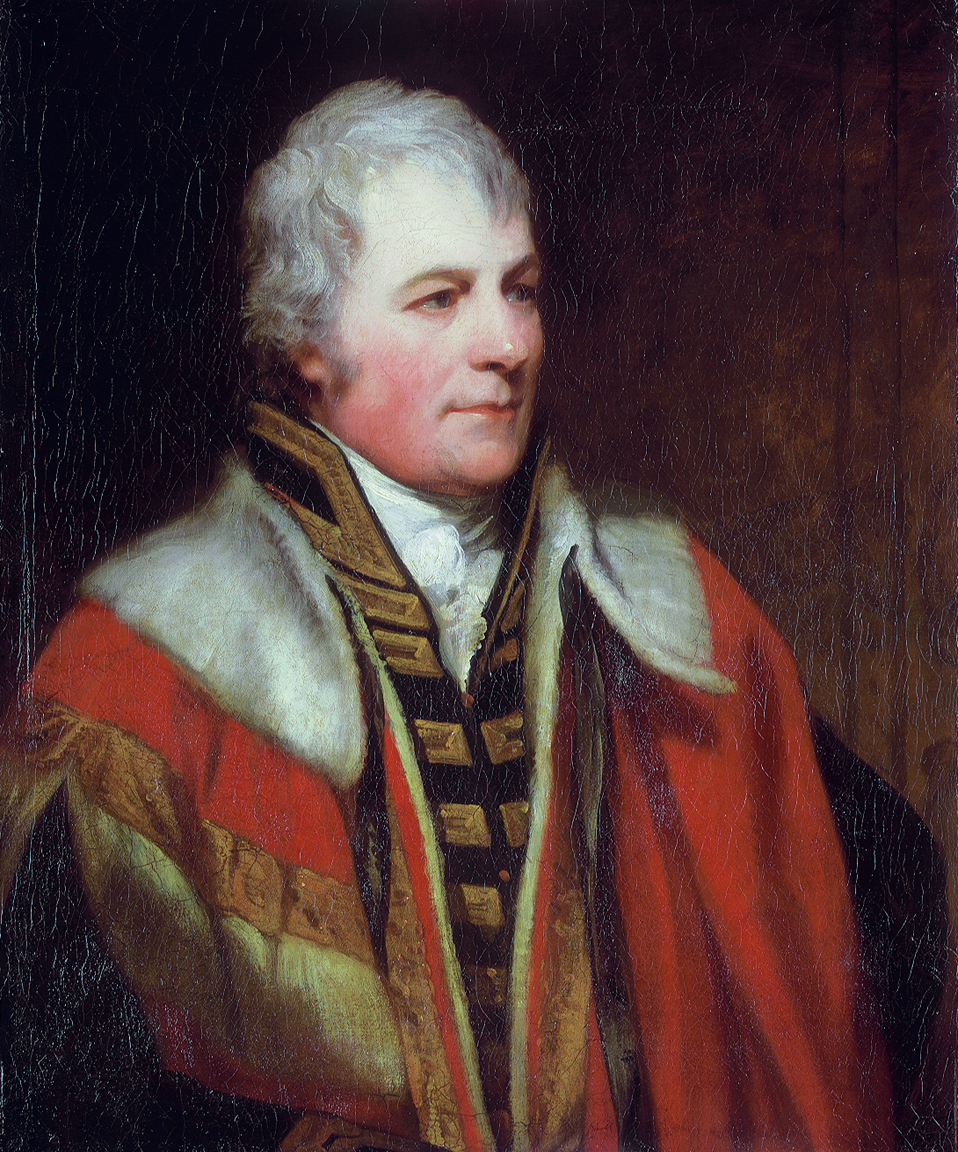
William Carnegie, 7. Earl of Nothesk

Earl of Northesk ist ein erblicher britischer Adelstitel in der Peerage of Scotland. Der Titel leitet sich von dem nördlichen von zwei Flüssen mit Namen Esk in Angus, Schottland, ab.
Familiensitz der Earls war bis 1928 Ethie Castle bei Arbroath.

## Verleihung des Titels
Am 1. November 1647 wurde John Carnegie, 1. Lord Lour, zum Earl of Ethie mit dem nachgeordneten Titel Lord Lour and Eglismauldie erhoben. Bereits am 20. April 1639 war er zum Lord Lour erhoben worden. Am 25. Oktober 1666 verzichtete er auf diese Titel und bekam stattdessen den Titel Earl of Northesk sowie den nachgeordneten Titel Lord Rosehill and Inglismaldie verliehen. Die Neuverleihung wird im Hinblick auf die Protokollarische Rangordnung und Seniorität kraft ausdrücklicher Regelung wie eine Umbenennung der Titel von 1647 gehandhabt. Die Titel werden also so behandelt, als seien sie 1647 geschaffen worden, rangieren somit im Hinblick auf die Protokollarische Rangordnung und Seniorität beispielsweise vor dem 1660 geschaffenen Titel des Earl of Dundee.
Dem ältesten Bruder des ersten Earls of Northesk, David Carnegie, war bereits 1633 der Titel eines Earl of Southesk verliehen worden.

## Liste der Earls of Northesk (1647)
- John Carnegie, 1. Earl of Northesk (um 1580–1667)
- David Carnegie, 2. Earl of Northesk (vor 1627–1679)
- David Carnegie, 3. Earl of Northesk (1643–1688)
- David Carnegie, 4. Earl of Northesk (vor 1685–1729)
- David Carnegie, 5. Earl of Northesk (1701–1741)
- George Carnegie, 6. Earl of Northesk (1716–1792)
- William Carnegie, 7. Earl of Northesk (1756–1831)
- William Hopetoun Carnegie, 8. Earl of Northesk (1794–1878)
- George John Carnegie, 9. Earl of Northesk (1843–1891)
- David John Carnegie, 10. Earl of Northesk (1865–1921)
- David Ludovic George Hopetoun Carnegie, 11. Earl of Northesk (1901–1963)
- John Douglas Carnegie, 12. Earl of Northesk (1895–1975)
- Robert Andrew Carnegie, 13. Earl of Northesk (1926–1994)
- David John MacRae Carnegie, 14. Earl of Northesk (1954–2010)
- Patrick Charles Carnegy, 15. Earl of Northesk (* 1940)

Voraussichtlicher Titelerbe (Heir Presumptive) ist der jüngere Bruder des jetzigen Earls, Hon. Colin Carnegy (* 1942).